# Dévaványa
Dévaványa (în română Devănești) este un oraș în districtul Gyomaendrőd, județul Békés, Ungaria, având o populație de 8.276 de locuitori (2011). 

## Demografie
Componența etnică a orașului Dévaványa
     Maghiari (98,78%)
     Necunoscut (0,17%)
     Alții (1,05%)
Componența confesională a orașului Dévaványa
     Fără religie (29,89%)
     Reformați (26,76%)
     Romano-catolici (10,78%)
     Necunoscută (31,75%)
     Alte religii (1,63%)
Conform recensământului din 2011, orașul Dévaványa avea 8.276 de locuitori. Din punct de vedere etnic, majoritatea locuitorilor (98,78%) erau maghiari. Apartenența etnică nu este cunoscută în cazul a 0,17% din locuitori. Nu există o religie majoritară, locuitorii fiind persoane fără religie (29,89%), reformați (26,76%) și romano-catolici (10,78%). Pentru 31,75% din locuitori nu este cunoscută apartenența confesională.